# Football Club Flora 2019
Questa voce raccoglie le informazioni riguardanti il Football Club Flora Tallinn nelle competizioni ufficiali della stagione 2019.

## Stagione
- In campionato il Flora Tallinn termina al primo posto (90 punti), davanti a Levadia Tallinn (78) e Kalju Nõmme (77), e vince per la 12ª volta la Meistriliiga.
- In coppa nazionale vince per l'8ª volta il titolo, battendo in finale 2-1 il Trans Narva.
- In Europa League supera il primo turno battendo i serbi del Radnički Niš (4-2 complessivo), poi viene eliminato al secondo turno dai tedeschi dell'Eintracht Francoforte (2-4 complessivo).

## Maglie e sponsor
La divisa casalinga era composta da una maglia interamente verde con una fantasia di poligoni di varie tonalità dello stesso colore, pantaloncini bianchi e calzettoni verdi. Quella da trasferta era invece composta da una maglia bianca con colletto nero, pantaloncini neri e calzettoni bianchi.
| Casa | Trasferta |

## Rosa
| N. |                      | Ruolo | Calciatore                |
| -- | -------------------- | ----- | ------------------------- |
| 1  | Estonia (bandiera)   | P     | Ingmar Krister Paplavskis |
| 2  | Estonia (bandiera)   | D     | Märten Kuusk              |
| 3  | Estonia (bandiera)   | D     | Enar Jääger               |
| 5  | Estonia (bandiera)   | C     | Vladislav Kreida          |
| 7  | Estonia (bandiera)   | A     | Frank Liivak              |
| 8  | Estonia (bandiera)   | C     | Mihkel Ainsalu            |
| 9  | Estonia (bandiera)   | A     | Rauno Alliku              |
| 10 | Estonia (bandiera)   | C     | Martin Miller             |
| 14 | Estonia (bandiera)   | C     | Konstantin Vassiljev      |
| 16 | Finlandia (bandiera) | D     | Anselmi Nurmela           |
| 17 | Estonia (bandiera)   | C     | Marco Lukka               |
| 18 | Estonia (bandiera)   | D     | Michael Lilander          |
| 19 | Estonia (bandiera)   | D     | Gert Kams (capitano)      |
| 20 | Estonia (bandiera)   | C     | Maksim Gussev             |

| N. |                    | Ruolo | Calciatore        |
| -- | ------------------ | ----- | ----------------- |
| 21 | Estonia (bandiera) | D     | Madis Vihmann     |
| 22 | Estonia (bandiera) | C     | Pavel Dõmov       |
| 24 | Estonia (bandiera) | D     | Henrik Pürg       |
| 32 | Estonia (bandiera) | P     | Matvei Igonen     |
| 33 | Estonia (bandiera) | P     | Richard Aland     |
| 35 | Estonia (bandiera) | C     | Markus Poom       |
| 43 | Estonia (bandiera) | D     | Markkus Seppik    |
| 45 | Estonia (bandiera) | D     | Henri Järvelaid   |
| 50 | Estonia (bandiera) | A     | Erik Sorga        |
| 71 | Estonia (bandiera) | C     | Mark Anders Lepik |
| 72 | Estonia (bandiera) | C     | Herol Riiberg     |
| 77 | Estonia (bandiera) | P     | Kristen Lapa      |
| 99 | Estonia (bandiera) | A     | Vlasiy Sinyavskiy |